# Morro das Pedras
Le morro das Pedras est une colline et une localité du sud-est de l'île de Santa Catarina, dans l'État brésilien de Santa Catarina. Il se situe dans la municipalité de Florianópolis, district de Campeche.